# Echo Valley (Film)
Echo Valley ist ein Thriller von Michael Pearce. Der Film mit Julianne Moore, Sydney Sweeney, Domhnall Gleeson, Kyle MacLachlan und Fiona Shaw wurde Mitte Juni 2025 bei Apple TV+ veröffentlicht.

## Handlung
Von einer persönlichen Tragödie erschüttert, verbringt Kate ihre Tage damit, Pferde auf der Echo Valley Farm, 22 abgeschiedene, malerische Hektar im Südosten von Pennsylvania, zu beherbergen und auszubilden. Eines späten Abends steht ihre drogensüchtige Tochter Claire vor ihrer Haustür, verängstigt, zitternd und mit dem Blut eines anderen bespritzt. Das Blut stammt von ihrem Freund, dessen Leiche verschnürt im Auto liegt. Kate versenkt sie im nahegelegenen See, nicht ahnend, dass sie damit in eine perfide gestellte Falle geht.

## Produktion
Regie führte der Brite Michael Pearce. Es handelt sich nach Beast von 2017 und Encounter von 2021 um seinen dritten Spielfilm. Das Drehbuch schrieb Brad Ingelsby.
Julianne Moore spielt die Pferdetrainerin Kate Garrett und Sydney Sweeney deren Tochter Claire. Weiter auf der Besetzungsliste findet sich Domhnall Gleeson, der Jackie Lyman spielt.
Die Dreharbeiten fanden unter anderem in Hunterdon County und Morris County in New Jersey statt und wurden im Juni 2023 beendet. Als Kameramann fungierte Benjamin Kračun, mit dem Pearce bereits für Beast und Encounter zusammenarbeitete.
Die Filmmusik komponierte Jed Kurzel.
Eine Veröffentlichung erfolgte am 13. Juni 2025 bei Apple TV+.

## Rezeption
Die Kritiken fielen gemischt aus.